# Ulvingsdjupet
Ulvingsdjupet är en fjärd i Finland. Den ligger i Korpo i landskapet Egentliga Finland, i den sydvästra delen av landet, 200 km väster om huvudstaden Helsingfors.
Ulvingsdjupet avgränsas av Pattskär och Utö i väster, Sundskär och Utterharun i norr, Ulvingen i öster samt Mälbådan i söder. Den ansluter mot Söderdjupet i väster.